# Auletta consimilis
Auletta consimilis är en svampdjursart som beskrevs av Thiele 1898. Auletta consimilis ingår i släktet Auletta och familjen Axinellidae.
Artens utbredningsområde är havet kring Japan. Inga underarter finns listade i Catalogue of Life.